# دائرة ولتانة
دائرة ولتانة هي إحدى دوائر إقليم أزيلال، التابع لجهة بني ملال خنيفرة، المملكة المغربية. تضم الدائرة 6 جماعات قروية، وبلغ عدد سكانها 78637 فرداً سنة 2004 حسب الإحصاء الرسمي للسكان والسكنى. يتبع للدائرة 20 مشيخة و259 دوار.

## التقسيمات الإداريّة
تعتبر دائرة ولتانة إحدى الدوائر المشكّلة لإقليم أزيلال، وهو التقسيم الإداري من المستوى الرابع المعتمد في المغرب. ينقسم إقليم أزيلال إلى 42 جماعات قروية تختلف من حيث السكان والمساحة، والتي بدورها تنقسم إلى مشيخات تضم عدداً من الدواوير.